# Platepistoma macrophthalmum
Platepistoma macrophthalmum is een krabbensoort uit de familie van de Cancridae. De wetenschappelijke naam van de soort is voor het eerst geldig gepubliceerd in 1906 door Rathbun.